# شين هاسيغاوا
شين هاسيغاوا (باليابانية: 長谷川辰) هو مجدف ياباني، ولد في 11 فبراير 1940.

## وصلات خارجية
- شين هاسيغاوا على موقع الاتحاد الدولي للتجديف (الإنجليزية)
- شين هاسيغاوا على موقع اللجنة الأولمبية الدولية (الإنجليزية)
- شين هاسيغاوا على موقع أوليمبيديا (الإنجليزية)